# Canzone di primavera
Canzone di primavera è un film del 1951 diretto da Mario Costa.

## Trama
Rosetta, nipote di Pippo, proprietario della trattoria sull'isolotto del Tevere, è innamorata di Mario, un giovane compositore. Ma lo zio Pippo vuole che Rosetta si fidanzi col figlio di un armatore genovese. L'amore fra Rosetta e Mario è difeso da un'altra coppia di fidanzati, Nino, amico di lui, e Maria, amica di lei. Nino, che fa il cicerone, presenta a Mario due attrici cinematografiche americane, venute in Italia per girare un film. Evi, una delle attrici, nutre simpatia per il musicista e vorrebbe aiutarlo a farsi strada. Rosetta, ingelosita, reagisce lasciandosi corteggiare, durante una festa, dal figlio dell'armatore.
Mario credendosi tradito, decide di partire con Evi per l'America. Rosetta, Nino e Maria, cercano di convincere Mario che l'interesse di Evi per lui è un capriccio passeggero; ma lui si ribella e tratta male Rosetta che disperata, si getta nel Tevere, ma viene salvata. Mario, vista l'inconsistenza dei sentimenti di Evi e commosso dal gesto di Rosetta, torna da lei a chiedere perdono.

## Produzione
Il film è ascrivibile al filone dei melodrammi sentimentali comunemente detto strappalacrime, molto in voga tra il pubblico italiano in quel periodo (poi ribattezzato dalla critica con il termine neorealismo d'appendice).

## Distribuzione
Il film venne distribuito nel circuito cinematografico italiano il 13 marzo del 1951.